# Isodon wightii
Isodon wightii là một loài thực vật có hoa trong họ Hoa môi. Loài này được (Benth.) H.Hara mô tả khoa học đầu tiên năm 1985.